# انتخابات پارلمان اروپا در جمهوری چک (۲۰۱۹)
انتخابات پارلمان اروپا در جمهوری چک (۲۰۱۹) ؛(انگلیسی: European Parliament election,2019 ,Czech Republic) در ماه مه برگزار شد. انتخاب ۲۱ عضو هیئت نمایندگی چک در پارلمان اروپا به عنوان بخشی از انتخابات اروپا در سراسر اتحادیه اروپا محسوب می‌شود.